# 山手台 (宝塚市)
山手台（やまてだい）は兵庫県宝塚市の地名。山手台東と山手台西の2つがあり、山手台東一丁目から五丁目、山手台西一丁目から四丁目までがある。郵便番号は山手台東が665-0887、山手台西が665-0886。周辺は北と東が切畑、南が山本台、南西が中筋山手、北西が中山五月台となっている。

## 概要
山手台は阪急不動産と幸和不動産の共同開発により作られた、阪急宝塚線山本駅山手に位置するニュータウンとなっている。その広さは1,887,000㎡と日本有数の規模である。山手台の宅地開発は現在も続いている。宅地の増加から山手台小学校、山手台中学校などの商業施設が設立されている。また、コンビニエンスストアや、歯科医などのクリニックも作られている。
山手台の高齢化率は2006年時点で8%である。

## 世帯数と人口
2022年（令和4年）10月1日現在の世帯数と人口は以下の通りである。
| 丁目           | 世帯数    | 人口    |
| -------------- | --------- | ------- |
| 山手台西一丁目 | 59世帯    | 148人   |
| 山手台西二丁目 | 408世帯   | 966人   |
| 山手台西三丁目 | -         | -       |
| 山手台西四丁目 | 547世帯   | 1,598人 |
| 山手台東一丁目 | 410世帯   | 1,227人 |
| 山手台東二丁目 | 184世帯   | 492人   |
| 山手台東三丁目 | 299世帯   | 1,007人 |
| 山手台東四丁目 | 45世帯    | 145人   |
| 山手台東五丁目 | 427世帯   | 1,492人 |
| 計             | 2,379世帯 | 7,075人 |

2020年度10月1日時点の国勢調査での山手台東の世帯数は1,179世帯、人口は3,857人、山手台西の世帯数は927世帯、人口は2,627人となり、山手台全体では総数6,484人となった。山手台では人口は増加傾向にある。

## 小・中学校の学区
市立小・中学校に通う場合、学区は以下の通りとなる。
| 丁目           | 番   | 小学校               | 中学校               |
| -------------- | ---- | -------------------- | -------------------- |
| 山手台西一丁目 | 全域 | 宝塚市立山手台小学校 | 宝塚市立山手台中学校 |
| 山手台西二丁目 | 全域 | 宝塚市立山手台小学校 | 宝塚市立山手台中学校 |
| 山手台西三丁目 | 全域 | 宝塚市立山手台小学校 | 宝塚市立山手台中学校 |
| 山手台西四丁目 | 全域 | 宝塚市立山手台小学校 | 宝塚市立山手台中学校 |
| 山手台東一丁目 | 全域 | 宝塚市立山手台小学校 | 宝塚市立山手台中学校 |
| 山手台東二丁目 | 全域 | 宝塚市立山手台小学校 | 宝塚市立山手台中学校 |
| 山手台東三丁目 | 全域 | 宝塚市立山手台小学校 | 宝塚市立山手台中学校 |
| 山手台東四丁目 | 全域 | 宝塚市立山手台小学校 | 宝塚市立山手台中学校 |
| 山手台東五丁目 | 全域 | 宝塚市立山手台小学校 | 宝塚市立山手台中学校 |

## 交通

### 鉄道
山手台には鉄道は通っていない。最寄りは阪急電鉄宝塚本線山本駅。

### バス
全て阪急バスが運行している。
- 84系統：阪急山本駅→山手台芝桜公園前→宝塚山手台東三丁目
- 85系統：宝塚山手台中央→宝塚山手台四丁目→五月台五丁目→五月台六丁目
- 85系統：宝塚山手台中央→宝塚山手台四丁目
- 186系統：宝塚山手台中央→宝塚山手台四丁目→五月台六丁目→五月台五丁目→桜台二丁目→阪急中山観音駅(南口)　一部便はJR中山寺駅(北口)を経由。
- 186系統：宝塚山手台中央→宝塚山手台四丁目→五月台六丁目→五月台五丁目→桜台二丁目→センター前

## 周辺の主な施設
- 宝塚市立山手台小学校
- 宝塚市立山手台中学校